# Elektriciteitscentrale Avedøre
Elektriciteitscentrale Avedøre (Avedøreværket) bij Avedøre onder Kopenhagen is een energiecentrale in Denemarken.
De eenheid Avedøre 1 uit 1990 gebruikt voornamelijk steenkool. Avedøre 2 uit 2001 heeft een productiecapaciteit van 585 MW elektriciteit en 570 MW warmte voor stadsverwarming. Met een rendement van 49% behoort deze tot 's werelds meest efficiënte warmte-krachtkoppeling centrales.
Het gebouw is ontworpen door de architecten Claus Bjarrum en Jørgen Hauxner.